# Dziennik Łódzki
Le Dziennik Łódzki (Journal de Lodz) est un journal de la voïvodie de Łódź et l'un des plus anciens de Pologne. Il est publié six fois par semaine depuis 1884. En 2000, il a fusionné avec le quotidien Wiadomości Dnia. Ses bureaux sont à Łódź.

## Histoire
Le premier numéro de Dziennik Łódzki a été publié le 6 janvier 1884 : il comportait 4 pages. Le rédacteur en chef du journal était le publiciste et ancien collaborateur du Lodzer Gazeta (supplément au Lodzer Zeitung) Henryk Elzenberg. De juillet 1885 à juillet 1888, la rédaction, l'administration et l'imprimerie du journal se trouvaient dans les locaux de l'hôtel Hamburg (plus tard appelé Imperial Hotel) dans l'immeuble de Chaim Bławat au 17 rue Piotrkowska.
Officiellement, l'éditeur était initialement Zdzisław Kułakowski (du 6 janvier 1884 au 13 février 1885) puis Stefan Kossuth (25 février 1885 - 31 décembre 1892), alors que nominalement, les éditeurs responsables étaient : Zdzisław Kułakowski (à partir du 6 janvier 1884 au 26 août 1886), Antoni Chomętowski (27 août 1886 - 20 août 1889) et Bolesław Knichowiecki (21 août 1889 - 31 décembre 1892),. Cependant, c'est à Elzenberg que le Dziennik doit son développement et son fonctionnement. C'est, entre autres, grâce à ses efforts que le journal a reçu le soutien financier d'Edward Herbst, qui permit au journal de fonctionner correctement pendant au moins les deux premières années. Grâce au soutien de ce propriétaire d'usine, Dziennik avait sa propre imprimerie, les journalistes étaient payés à temps et leurs salaires étaient comparables à ceux des meilleurs journaux de Pologne à l'époque.
Le quotidien avait initialement un format tabloïd. Le volume était généralement de quatre colonnes, parfois accompagnées d'extras, tels que des fragments plus longs d'un roman ou d'une publicité. La première page était généralement un texte d'une page entière sur les questions économiques, complété par des citations de bourse des valeurs. La deuxième page était occupée par des textes sur "l'industrie et le commerce". Viennent ensuite la « Chronique de Lodz », la « Chronique nationale et internationale » et les « Télégrammes », qui devaient remplacer les textes politiques dans le journal. La troisième page a été complétée par les statistiques des mouvements de population, qui comprenaient également des clients importants de l'hôtel séjournant à Lodz à cette époque. La dernière page était remplie de publicités.
Le titre ferma en 1892. Il rouvrit pendant une courte période en 1919, mais fut de nouveau abandonné.
Le 19 septembre 1931, le premier numéro de « Dziennik Łódzki - un magazine indépendant du matin » fut publié. Le 22 juin 1932, son nom fut changé en Journal illustré de Lodz. Le journal comptait huit pages au format A3.
La publication du journal fut interrompue par la Seconde Guerre mondiale. Le 1er février 1945, le premier numéro d'après-guerre de DŁ fut publié : il comptait 4 pages. Dix numéros furent publiés avant une nouvelle interruption. Le 6 juillet 1945, la publication reprit. Du 1er juillet 1975 au 30 décembre 1980, le journal fut publié sous le nom de Dziennik Popularny. À l'époque communiste, le journal était l'un des trois quotidiens publiés dans la province de Łódź (avec l'Express Ilustrowany et le Głos Robotniczy).
Dans le cadre de la libéralisation de l'économie des années 1990, le Dziennik Łódzki fut vendu à une société liée à l'Union chrétienne-nationale et au groupe français Hersant. En 1994, le titre est racheté à Hersant par le groupe Polska Press, qui fusionne la rédaction du Dziennik Łódzki avec celle de Wiadomości Dnia en 2000, créant ainsi le plus grand journal régional de la province de Łódź. Le même groupe possède également un autre quotidien à Łódź, l'Express Ilustrowany.
En 2007, le journal change  son nom en Polska Dziennik Łódzki. Le 4 janvier 2011, le titre redevient le Dziennik Łódzki. Le logo Polska disparait de la première page en janvier 2015.